# Seychalles
Seychalles är en kommun i departementet Puy-de-Dôme i regionen Auvergne-Rhône-Alpes i centrala Frankrike. Kommunen ligger i kantonen Lezoux som tillhör arrondissementet Thiers. År 2022 hade Seychalles 787 invånare.

## Befolkningsutveckling
Antalet invånare i kommunen Seychalles
| Referens: INSEE |